# Port lotniczy Kununurra
Port lotniczy Kununurra (IATA: KNX, ICAO: YPKU) – port lotniczy położony 2,5 km od centrum Kununurra, w stanie Australia Zachodnia, w Australii. 

## Linie lotnicze i połączenia
- Airnorth (Broome, Darwin, Perth)
- Skywest Airlines (Argyle, Broome, Perth)

### Czartery
- Shoal Air
- Alligator Airways
- Heliworks
- Slingair